# Lisa Eichhorn
Pour les articles homonymes, voir Eichhorn.
Lisa Eichhorn est une actrice américaine, née le 4 février 1952  à Glens Falls (État de New York).

## Filmographie
- 1979 : Les Européens (The Europeans) de James Ivory : Gertrude
- 1979 : Yanks de John Schlesinger : Jean Moreton
- 1980 : Why Would I Lie? : Kay
- 1981 : La Blessure (Cutter's Way) : Maureen Cutter, 'Mo'
- 1982 : The Wall (TV) : Rachel Apt
- 1982 : East Lynne (TV) : Lady Isabel Vane
- 1983 : Feel the Heat (série télévisée) : Honor Campbell
- 1983 : The Weather in the Streets (TV) : Olivia
- 1984 : La peur de l'autre : June Lorich[1]
- 1986 : Justice aveugle (en) (Blind Justice) (TV) : Carolyn Shetland
- 1986 : Le Camp de l'enfer (Opposing Force) : Casey
- 1986 : Meurtre en trois actes (Murder in Three Acts) (TV) de Gary Nelson : Cynthia Dayton
- 1986 : Deux Flics à Miami (série télévisée) : Danielle Hier L’échange (French Twist)
- 1970 : La Force du destin (All My Children) (série télévisée) : Elizabeth 'Liz' Carlyle (1987-1988)
- 1990 : Pride and Extreme Prejudice (TV)
- 1990 : Moon 44 : Terry Morgan
- 1990 : Nocturne : The woman
- 1990 : Grim Prairie Tales : Maureen
- 1991 : A Woman Named Jackie (feuilleton TV) : Dr Jordan
- 1992 : Devlin (TV) : Anita Brennan
- 1992 : New York, police judiciaire (saison 3, épisode 9) : Mary Kostrinkski
- 1993 : La Disparue (The Vanishing) : Helene Cousins
- 1993 : King of the Hill de Steven Soderbergh : Mme Kurlander
- 1994 : New York, police judiciaire (saison 4, épisode 20) : Arnette Fenady
- 1995 : A Modern Affair (en) de Vern Oakley (en) : Grace Rhodes
- 1996 : Coup de circuit (Sticks and Stones) : Book's Mom
- 1996 : Président junior (First Kid) de David M. Evans : Linda Davenport
- 1998 : Diana, princesse du peuple (Diana: A Tribute to the People's Princess) (TV) : Rachel
- 1998 : Goodbye Lover : Mme Brodsky
- 1998 : Judas Kiss de Sebastian Gutierrez : Mary-Ellen Floyd
- 1998 : My Neighbor's Daughter (TV) : Jill Cromwell
- 1998 : New York, police judiciaire (saison 9, épisode 6) : Arlene Galvin
- 1999 : Le Talentueux Mr Ripley (The Talented Mr. Ripley) d'Anthony Minghella : Emily Greenleaf
- 2000 : Boys and Girls de Robert Iscove : Shuttle Passenger
- 2000 : Things Left Unsaid
- 2001 : New York, unité spéciale (saison 3, épisode 5) : Peyton Kleberg
- 2002 : New York, section criminelle (saison 2, épisode 2) : Dr. Leonard
- 2003 : New York, police judiciaire (saison 13, épisode 16) : Gail Berardi
- 2005 : Kenneth Tynan: In Praise of Hardcore (TV) : Mary Mccarthy
- 2007 : Inspecteur Barnaby : ( saison 10 , épisode 2 ) : Faith Alexander
- 2013 : Il était temps de Richard Curtis